# Лібій Север
Лібій Север (лат. Flavius Libius Severus, також Север III; бл. *420, Луканія, Римська імперія — †15 серпня 465, Рим, Західна Римська імперія) — імператор Західної Римської імперії у 461 — 465 роках.

## Життєпис
Відомо, що Лібій Север був римським сенатором та походив з Луканії. Полководець (Magister militum) Ріцімер, який у той час фактично управляв Італією у другій половині 461 року після страти Майоріана висунув Лібія Севера на посаду імператора Західної Римської імперії.
Однак імператор східної римської імперії Лев I Макелла та й командувачі арміями у Галлії та Далмації — Еґідій та Марцеллін відмовилися його визнавати. Еґідій у Галлії, мав в той час майже своє царство, хоча тоді вже вандали спустошували своїми нападами імперію у Північній Африці та узбережжя Італії.
Лібій Север фактично не мав повноти влади і можливо був знищений за наказом Рицімера, хоча багато дослідників вважають і природну причину його смерті.